# Kinkelbach 23 (Mönchengladbach)

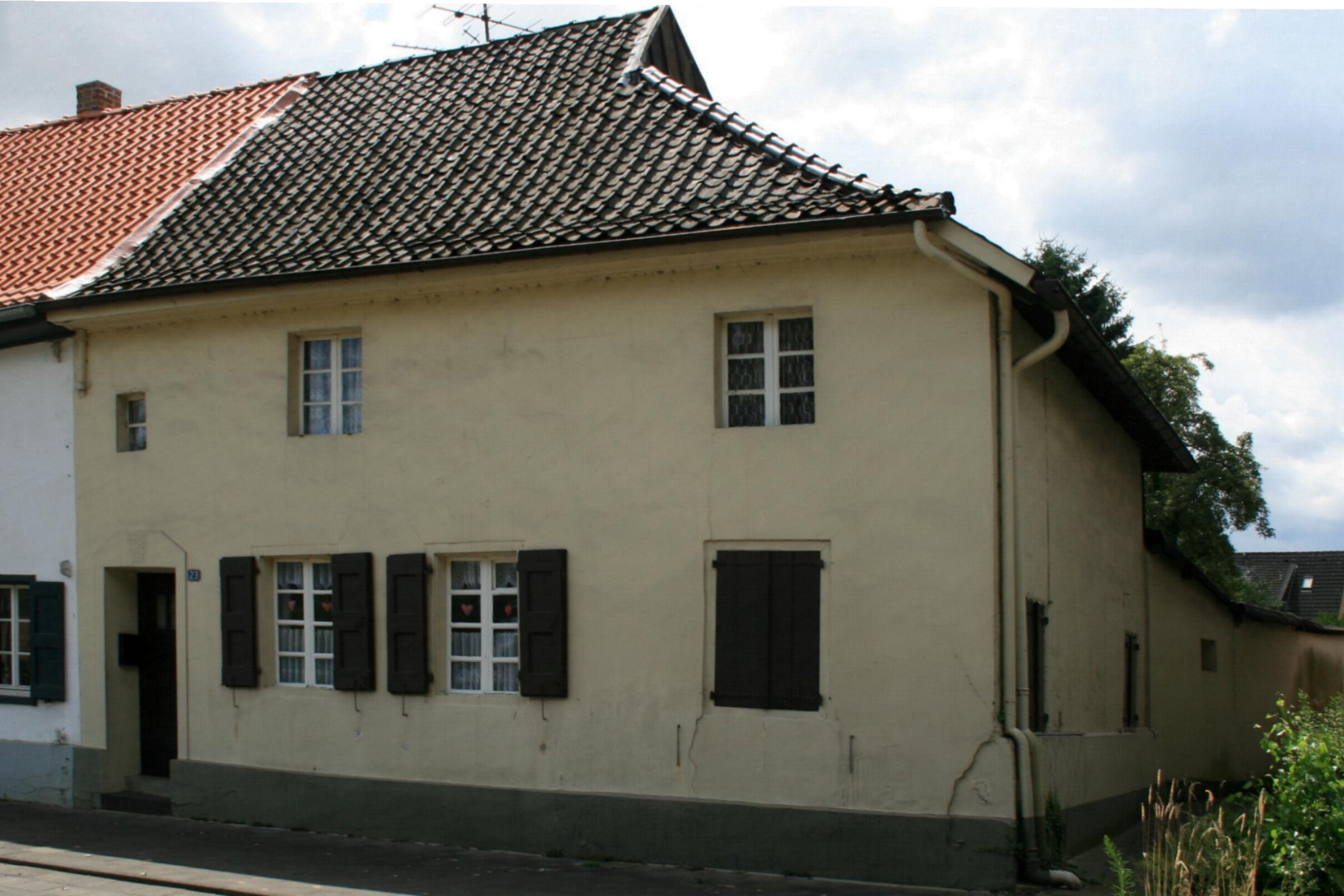
Fachwerkhaus (2010)

Das Fachwerkhaus Kinkelbach 23 steht im Stadtteil Wickrathberg in Mönchengladbach (Nordrhein-Westfalen).
Das Gebäude wurde im 18. und 19. Jahrhundert erbaut. Es wurde unter Nr. K 031a  am 14. Oktober 1986 in die Denkmalliste der Stadt Mönchengladbach eingetragen.

## Architektur
Das Gebäude liegt im Ortsteil Wickrathberg in der parallel zur Niers verlaufenden Straße Kinkelbach traufständiges, zweigeschossiges, verputztes und quer erschlossenes Fachwerkgebäude (Ständerbau/Geschossbau) mitteldeutscher Prägung unter einem mit Tonhohlpfannen gedecktem Satteldach, dessen Dachfläche nach Norden abgewalmt ist.
Weit auskragender Dachüberstand über die mit Kopfstreben abgestützten Binderbalken zur Hofseite. Fachwerkbinderkonstruktion mit ursprünglich durchgezapften Ankerbalken, deren durchgezapfte 'Ohren' an der Straßenseite vermutlich beim Verputzen der Fassade abgeschnitten wurden. Die Straßenfassade wird wesentlich durch die nachträglich vergrößerten Hochrechteckfenster mit Schlagläden im Erdgeschoss geprägt.
Im Obergeschoss über der Haustür ist eine kleine Fensteröffnung in originaler Größe erhalten, daneben schließen sich nach Norden zwei vergrößerte Hochrechteckfenster an. In der nördlichen Giebelwand ist im Erdgeschoss ein kleines Hochrechteckfenster mit Schlagläden erhalten. Die Hoffassade ist durch einen massiv ausgeführten Anbau verstellt und mit Fassadenplatten (Bitumenpappe) in Verblenderoptik verkleidet. Teilweise sind die originalen kleinen Fenster erhalten, aber auch nachträglich vergrößerte Fensteröffnungen sind vorhanden. Die neueren Fenster zeigen Stulpflügelkonstruktion mit glasteilenden Sprossen, die älteren Fenster durch jeweils eine horizontale Sprosse geteilte Flügelrahmen. Im Dachgeschoss ist die Innenwand zum Nachbargebäude als Stakenwerk mit Lehmausfachung (Gefache) erhalten. Dies dürfte auch für andere Innen- und Außenwände gelten.
Im Innern ist der ursprüngliche Hausgrundriss durch die Erbteilung des 19. Jh. verändert. Kleinteiliger Grundriss, niedrige Raumhöhen mit Kölner Decken (niederrheinische Lehmputzdecken) und eine sehr steile Stiege in das Obergeschoss prägen das Gebäude.